# RBS 23 BAMSE

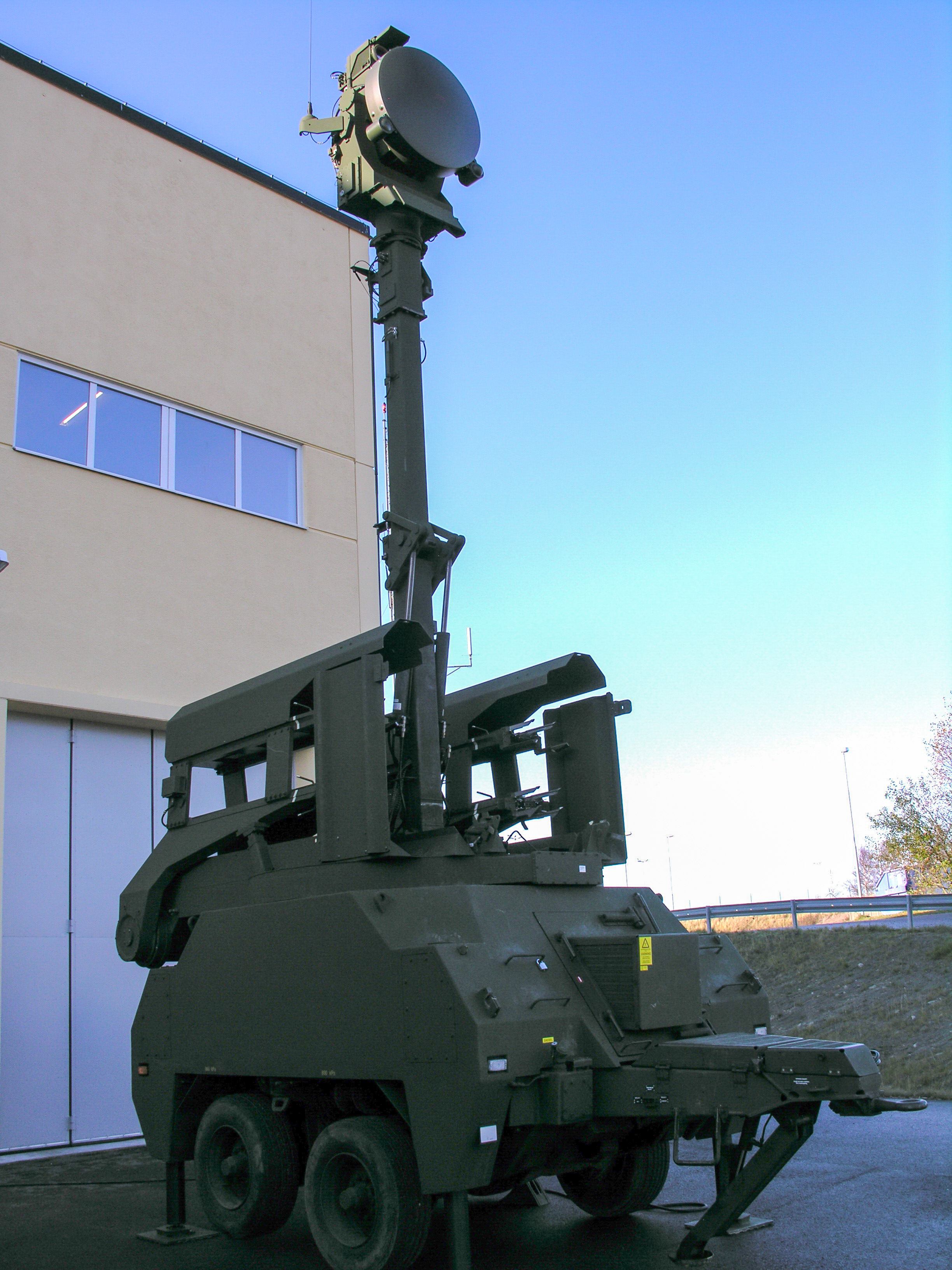
RBS 23 BAMSE

O RBS 23 BAMSE é um sistema de defesa anti-aérea de médio alcance desenvolvido pela empresa Saab da Suécia. Pode atingir alvos que estejam em até 15 km de distância e 15.000 metros de altitude.

## Operadores
- Suécia - Exército da Suécia